# Baturi
Baturi is een plaats in de gemeente Glina in de Kroatische provincie Sisak-Moslavina. De plaats telt 6 inwoners (2001).